# Andrzej Kudelski (chemik)
Andrzej Kudelski – polski chemik, dr hab. nauk chemicznych, profesor, były dziekan Wydziału Chemii Uniwersytetu Warszawskiego.

## Życiorys
Jest absolwentem Uniwersytetu Warszawskiego, 24 kwietnia 1996 uzyskał doktorat za pracę dotyczącą wkładu oddziaływań bliskiego zasięgu do wzmocnienia widma SERS na elektrodach Au, Ag i Cu, 29 września 2004 habilitował się na podstawie pracy zatytułowanej Analiza struktur monowarstw podstawionych tioli typu HS−(CH
2)
2−X na podłożach Ag, Au i Cu. Jest związany zawodowo z Uniwersytetem Warszawskim od 1 października 1990 roku. Prawie trzy lata spędził na stażach po-doktorskich w Instytucie Fritza-Habera Towarzystwa im. Maxa-Plancka w Berlinie. 11 maja 2020 uzyskał tytuł profesora nauk ścisłych i przyrodniczych.
W latach 2008–2016 pełnił funkcję prodziekana ds. studenckich na Wydziale Chemii Uniwersytetu Warszawskiego.
Od 1 września 2016 do 31 sierpnia 2024 pełnił funkcję dziekana na Wydziale Chemii Uniwersytetu Warszawskiego. Został wybrany do Senatu Uniwersytetu Warszawskiego w kadencjach 2016–2020 i 2020–2024.
Został członkiem Rady Dyscypliny Naukowej – Nauk Chemicznych Uniwersytetu Warszawskiego i Komitetu Chemii PAN.